# Paco Caro
Francisco José Caro Escudero, més conegut com a Paco Caro, és un periodista esportiu espanyol de Radiotelevisió Espanyola, que en l'actualitat exerceix com a presentador del programa Estudio Estadio en substitució del veterà Juan Carlos Rivero.

## Carrera
Paco Caro va començar la carrera de periodisme en 1998 i la va acabar en 2003. Es va llicenciar a la Universitat Complutense de Madrid. Va començar com a redactor l'any 2000 en el diari 20 minutos, periòdic en el qual va estar fins a 2001.
Després d'això, va treballar com a locutor de ràdio en Ràdio Marca durant sis anys, entre 2001 i 2007. Quan va deixar Ràdio Marca, va començar a treballar per a RTVE, on és locutor dels tornejos de handbol des de 2008, motiu pel qual és conegut. En els campionats de handbol està acompanyat pels comentaris d'Alberto Urdiales. També ha narrat partits de futbol i ha estat editor de la Lliga de Campions de la UEFA a RTVE. Més recentment ha narrat partits de la FA Cup 2016-17 i ha estat narrador en diversos Jocs Olímpics. També va ser part del programa Estadi 1, programa de tertúlia esportiva on s'analitzen els últims resultats i es veuen els resums.
També és narrador ocasional de tennis del circuit de la WTA.
Des de agost de 2022 és presentador del programa Estudi Estadi.